# فرایند هم‌آنتالپی
فرآیند هم‌آنتالپی یا فرایند هم‌اندرتافت (به انگلیسی: Isenthalpic process)، فرایندی است که طی آن آنتالپی H یا آنتالپی مخصوص h آن سامانه تغییر نمی‌کند. 
در حالت پایدار، در فرایند جریان پایدار، می‌توان تغییرات بزرگ در فشار و دمای سیال داشت درحالی که فرایند همپنان هم‌آنتالپی باقی مانده‌است به شرطی که: هیچ انتقال حرارتی بین محیط و سامانه صورت نگیرد و هیچ کاری روی محیط یا توسط محیط انجام نشود و هیچ تغییری در انرژی جنبشی سیال اتفاق نیفتد. (اگر در تحلیل این فرایند یک حجم کنترل در نظر بگیریم هرچیزی خارج از این حجم کنترل محیط به حساب می‌آید.)
فرایند اثر ژول-تامسون، نمونهٔ خوبی از فرایند هم‌آنتالپی است. جابجایی یک دریچهٔ آزاد در یک دستگاه فشار را در نظر بگیرید آنتالپی مخصوص سیال داخل دستگاه فشار با آنتالپی مخصوص سیال زمانی که از دریچه فرار می‌کند برابر است. با دانستن آنتالپی مخصوص سیال و فشار خارج از دستگاه فشار، می‌توان دما و سرعت سیال خروجی (فرار کرده) را پیدا کرد.
در یک فرایند هم‌آنتالپی:
- h1=h2
- dh=0

فرایند هم‌آنتالپی در یک گاز کامل، هم‌دما خواهد بود زیرا: {\displaystyle {d}h=0=c_{p}{d}T}